# Monet (Merkurkrater)
Monet ist ein Einschlagkrater auf dem Planeten Merkur. Er hat einen Durchmesser von 203 km und ist nach Claude Monet benannt.

## Benachbarte Krater
Im Westen liegt Echegray, im Nordwesten Grieg, südwestlich Gluck und im Osten Sousa.

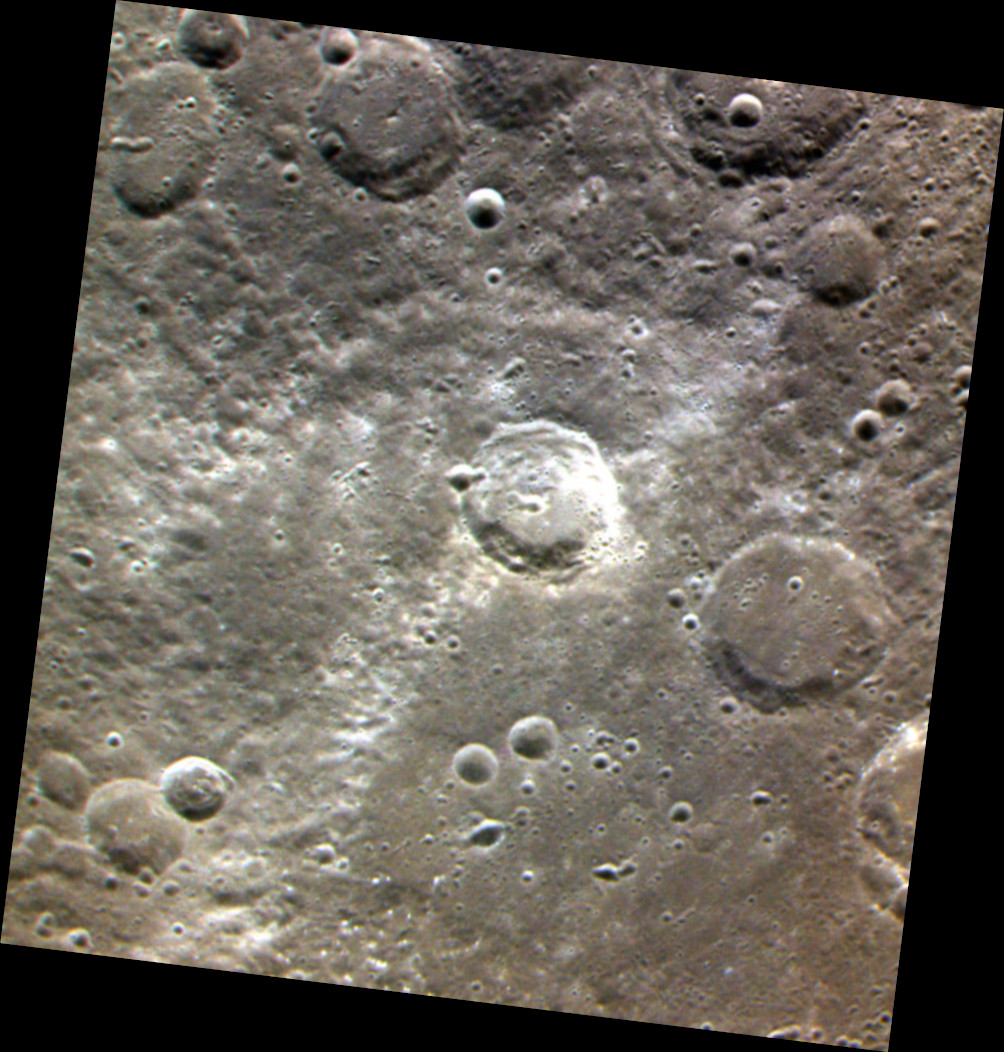
Nördlicher Rand von Monet in Fehlfarben (unten rechts)
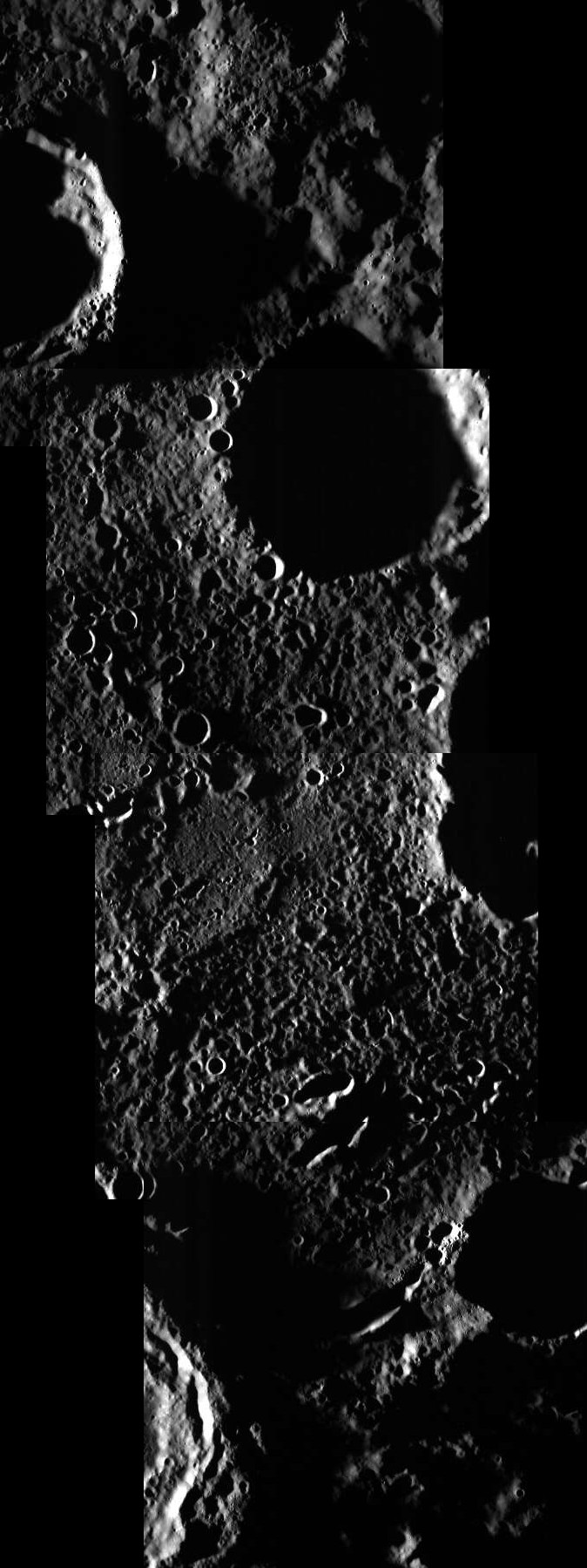
Östlicher Rand von Monet in der Dämmerung